# بن فضالة (عبس)

تعديل مصدري - تعديل

بن فضالة هي إحدى قرى عزلة مطولة بمديرية عبس التابعة لمحافظة حجة، بلغ تعداد سكانها 225 نسمة حسب تعداد اليمن لعام 2004.